# Bajo el mismo techo
Bajo el mismo techo és una pel·lícula de l'any 2019, dirigida per Juana Macías i protagonitzada per Jordi Sánchez i Sílvia Abril.

## Argument
Adrián i Nadia, un matrimoni infeliç, després de divorciar-se, hauran de seguir vivint sota el mateix sostre al no trobar comprador de llur casa de casats i no disposar de diners suficients per anar-se'n a viure a un altre lloc.

## Repartiment
- Jordi Sánchez: Adrián
- Sílvia Abril: Nadia
- Álvaro Cervantes: Nacho
- Sergio Torrico: Cap de bombers
- Cristina Castaño: Arancha
- Malena Alterio: Lucía
- Daniel Guzmán: Dani
- Jordi Aguilar: Client del concessionari
- Yaël Belicha: Manuela
- Cristina Alarcón: Lorena
- Ana Morgade: Directora del banc
- Darko Peric: Chiquitín
- María Alfonsa Rosso: Carmina
- Manuel Gancedo: Senyor comprador
- Álex de Lucas: Missatger pastís
- Dulceida: Cambrera
- Nancy Yao: Traductora

## Banda Sonora
- Zahara i Carlos Sadness: «Bajo el mismo techo»[4]